# Cyphostethus
Genre
Cyphostethus est un genre d'insectes hémiptères du sous-ordre des hétéroptères (punaises).
Dans ce genre, une seule espèce est présente en Europe :
- Cyphostethus tristriatus (Fabricius 1787)

## Distribution
Trois des quatre espèces connues ont une aire de répartition limitée. C. sinensis et C. yunnanensis se trouvent en Chine, alors que C. japonicus est endémique du Japon.
Au contraire, C. tristriatus est largement distribué dans une grande partie de l'Europe mais également au Maghreb et dans l'ouest asiatique: Turquie, Transcaucasie, Iran, Afghanistan et jusque dans les anciennes républiques de l'URSS de l'Asie centrale.
En 2018, une colonie de C. tristriatus est reportée pour la première fois dans la ville de Vancouver au Canada, faisant de cette espèce le premier Acanthosomatidae non-natif de l'Amérique du nord.

## Classification
Le genre Cyphostethus est décrit pour la première fois par l'entomologiste tchèque Franz Xaver Fieber en 1860. En 1974, dans sa révision des Acanthosomatidae, Kumar place le genre en synonymie avec Elasmostethus mais la validité du genre est restaurée par Ahmad & Önder en 1993, puis par des auteurs ultérieurs,.

### Publication originale
(de) Franz Xaver Fieber, Die europäischen Hemiptera. Halbflüger. (Rhynchota Heteroptera), Wien, Carl Gerold's Sohn, 1861, 444 p. (DOI 10.5962/bhl.title.15204, lire en ligne), p. 78

### Liste des espèces
Selon BioLib, le genre regroupe quatre espèces:
- Cyphostethus japonicus Hasegawa, 1959
- Cyphostethus sinensis Schumacher, 1912
- Cyphostethus tristriatus (Fabricius, 1787)
- Cyphostethus yunnanensis S.L. Liu, 1981